# Liste der Kulturdenkmale in Bäk
In der Liste der Kulturdenkmale in Bäk sind alle Kulturdenkmale der schleswig-holsteinischen Gemeinde Bäk (Kreis Herzogtum Lauenburg) aufgelistet (Stand: 10. März 2025).

## Legende
In den Spalten befinden sich folgende Informationen:
- Objekt-ID: die Nummer des Kulturdenkmales
- Lage: die Adresse des Kulturdenkmales und die geographischen Koordinaten. Kartenansicht, um Koordinaten zu setzen. In der Kartenansicht sind Kulturdenkmale ohne Koordinaten mit einem roten Marker dargestellt und können in der Karte gesetzt werden. Kulturdenkmale ohne Bild sind mit einem blauen Marker gekennzeichnet, Kulturdenkmale mit Bild mit einem grünen Marker.
- Offizielle Bezeichnung: Bezeichnung des Kulturdenkmales
- Beschreibung: die Beschreibung des Kulturdenkmales
- Bild: ein Bild des Kulturdenkmales

## Bauliche Anlagen
| Objekt-ID    | Lage                                              | Offizielle Bezeichnung | Beschreibung | Bild |
| ------------ | ------------------------------------------------- | ---------------------- | --- | ---- |
| 547 Wikidata | Mechower Straße 44 (53° 42′ 58″ N, 10° 47′ 41″ O) | Büdnerei 27: Wohnhaus  | Alteintragung (Aktualisierung vorgesehen) - Begründung: geschichtlich, künstlerisch - Schutzumfang: Alteintragung (Aktualisierung vorgesehen) - Denkmaltyp: Bauliche Anlage | BW   |